# زوئی تور
زوئی تور (به انگلیسی: Zoey Tur) (زاده ۸ ژوئن ۱۹۶۰) روزنامه‌نگار و گزارشگر رسانه‌ای آمریکایی است.
او یک زن ترنس است.